# Rhacophorus suffry
Rhacophorus suffry é uma espécie de anfíbio anuro da família Rhacophoridae. Está presente na Índia. A UICN classificou-a como pouco preocupante.